# João Álvares Fagundes
João Álvares Fagundes (ca.1460 - diciembre de 1522), fue un navegante portugués y armador de barcos de Viana do Castelo, en el norte de Portugal, recordado por haber organizado alrededor de 1520-21 varias expediciones de reconocimiento de la costa noreste de Norteamérica y el Grand Banks de Terranova, lo que ahora son las provincias marítimas canadienses de la Terranova y Labrador y Nueva Escocia.
En estos viajes Fagundes exploró las islas de St Paul, cerca de isla de Cabo Bretón, la isla Sable, isla Penguin (ahora conocida como isla Funk), Burgeo y San Pedro y Miquelón, que llamó las islas de las Once Mil Vírgenes, en honor de santa Úrsula.
Era caballero de la casa de D. Manuel I cuando el rey, el 22 de marzo de 1521, le hizo merced de la capitanía de las islas y las tierras que ya descubriese o fuese a descubrir, más allá de las tierras que los Corte Real habían descubierto más al norte (Groenlandia).
Pero no llegó a realizar el viaje que había preparado de nuevo. Fue juez ordinario y concejal (vereador da Câmara) de Viana do Castelo cuando en diciembre de 1522 fue reemplazado por su muerte, siendo enterrado en la capilla del Santo Cristo, en la matriz. Ya antes había sido juez ordinario y vereador en 1512 y de nuevo en el 11 de abril de 1515. Y cevadeiro y secretario de la Alfândega (aduana) de Viana do Castelo el 4 de marzo de 1502.
En 1607, Samuel de Champlain identificó los restos de una gran cruz («una vieja cruz, toda cubierta de musgo, y casi totalmente podrida») en lo que hoy es Advocate (Nueva Escocia), en Minas Basin. Atribuyó la erección de la cruz a Fagundes, quien presumió habría visitado el lugar unas ocho décadas antes.